# AAA 5th Anniversary LIVE 20100912 at Yokohama Arena
『AAA 5th Anniversary LIVE 20100912 at Yokohama Arena』（トリプルエー・フィフス・アニバーサリー・ライブ・20100912・アット・ヨコハマアリーナ）は、日本の音楽グループ・AAAが2011年3月16日にリリースした11作目の映像作品。

## 概要
- 2010年9月12日に横浜アリーナで行われた5周年記念ライブ「AAA 5th Anniversary LIVE 20100912 at Yokohama Arena」の映像である。動員数は約1万2000人[1]。このライブは昨年の『AAA 4th Anniversary LIVE 090922 at Yokohama Arena』に引き続き、横浜アリーナ2回目の試みとなった。
- Anniversary LIVEはそれまで毎年9月に行われており、それまでの映像作品は1月上旬から中旬にリリースされていたが、本作も3月のリリースとなった。
- 特典映像にはメンバーがAAAの5歳をお祝いしているオフショットを収録している。
- オリコン週間DVD総合チャート、音楽チャート第1位。

## 収録映像曲

### DISC 1
1. One Night Annimal
2. 唇からロマンチカ
3. Heart and Soul
4. Dream After Dream 〜夢から醒めた夢〜
5. MIRAGE
6. Believe own way
7. Find you
8. Hide & Seek
9. Hide-away
10. MUSIC!!!
11. HORIZON
12. キモノジェットガール
13. ZERO
14. BET
15. Hasta la vista 〜アスタ・ラ・ビスタ〜
16. 出逢いのチカラ
17. Rising Sun
18. Brand New World
19. ONE
20. Winter lander!!
21. 逢いたい理由
22. 負けない心
23. Break Down

### DISC 2
1. WOW WAR TONIGHT ～時には起こせよムーヴメント～ (ENCORE)
2. Get チュー! (ENCORE)
3. ハリケーン・リリ、ボストン・マリ (ENCORE)
4. Day by day (ENCORE)